# The Cosmos Rocks
The Cosmos Rocks — единственный студийный альбом проекта  Queen + Paul Rodgers и шестнадцатый альбом группы Queen в целом, вышедший в свет 15 сентября 2008 года в Европе и 14 октября 2008 года в Северной Америке. Первый альбом группы за 13 лет и единственный, где в качестве вокалиста выступил Пол Роджерс. О его создании группа объявила в 2007 году. Этому альбому посвящён тур группы, начавшийся одновременно с выходом альбома.

## История создания
Когда «Богемная рапсодия» была признана самой проигрываемой песней на британском «Radio 1», Роджер сообщил это участникам группы, и они решили вернуться в студию, чтобы записать новый студийный альбом. Также он заявил, что альбом выйдет не раньше 2008 года.
Основные участники группы, Брайан Мэй и Роджер Тейлор, написали для альбома девять песен, остальные пять написал Пол Роджерс. Басист группы Джон Дикон, ушедший из шоу-бизнеса после смерти Фредди Меркьюри, отказался принимать участие в проекте Queen + Paul Rodgers.
«На нём было несколько отличных вещей», — вспоминает Тейлор. «Я просто думаю, что Пол более подходит для блюза и соула — он один из наших любимых певцов, но, когда  дошло до дела, он не был идеальным фронтменом для нас. Я считаю, что альбом был плохо разрекламирован EMI, которая в то время разваливалась на глазах. Мы были в турне по Европе, и я заходил в музыкальные магазины, а нас там не было. Помню, я был в ярости и думал: „Зачем мы записали этот грёбаный альбом?“».

## Список композиций
| №   | Название                                       | Длительность |
| --- | ---------------------------------------------- | ------------ |
| 1.  | «Cosmos Rockin'» (Taylor)                      | 4:10         |
| 2.  | «Time to Shine» (Rodgers)                      | 4:23         |
| 3.  | «Still Burnin'» (May)                          | 4:04         |
| 4.  | «Small» (Taylor)                               | 4:39         |
| 5.  | «Warboys» (Rodgers)                            | 3:18         |
| 6.  | «We Believe» (May)                             | 6:08         |
| 7.  | «Call Me» (Rodgers)                            | 2:59         |
| 8.  | «Voodoo» (Rodgers)                             | 4:27         |
| 9.  | «Some Things That Glitter» (May)               | 4:03         |
| 10. | «C-lebrity» (Taylor)                           | 3:38         |
| 11. | «Through the Night» (Rodgers)                  | 4:54         |
| 12. | «Say It's Not True» (Taylor)                   | 4:00         |
| 13. | «Surf's Up... School's Out!» (Taylor)          | 5:38         |
| 14. | «Small Reprise» (Taylor)                       | 2:05         |
| 15. | «Runaway» (Shannon/Crook, бонус-трек в iTunes) | 5:28         |

### Ограниченное издание на DVD: Super Live in Japan – Highlights
1. «Reaching Out» (Hill/Black)
2. «Tie Your Mother Down» (May)
3. «Fat Bottomed Girls» (May)
4. «Another One Bites the Dust» (Deacon)
5. «Fire and Water» (Rodgers/Fraser)
6. «Crazy Little Thing Called Love» (Mercury)
7. «Teo Torriatte (Let Us Cling Together)» (May)
8. «These Are the Days of Our Lives» (Queen)
9. «Radio Ga Ga» (Taylor)
10. «Can't Get Enough» (Ralphs)
11. «I Was Born to Love You» (Mercury)
12. «All Right Now» (Rodgers/Fraser)
13. «We Will Rock You» (May)
14. «We Are the Champions» (Mercury)
15. «God Save the Queen»

- «Japanese edition» включает в себя аудиоматериал вместо DVD-версии.

## Музыканты
- Брайан Мэй — гитара, бас-гитара, вокал, клавишные, пианино
- Пол Роджерс — ведущий вокал, бас-гитара, гитара, клавишные, пианино, гармоника
- Роджер Тейлор — ударные, перкуссия, вокал, клавишные
- Тейлор Хокинз — бэк-вокал в «C-lebrity»[3]